# Арабский национализм

Флаг Арабского восстания — основной символ арабского национализма и основа для флагов многих арабских государств

Ара́бский национали́зм (араб. القومية العربية‎ — аль-кавмия аль-арабия) — светская идеология, утверждающая единство арабской нации, обладающей общим языком, происхождением и основными регионами проживания (арабский мир). Во многом близок к панарабизму, но не полностью синонимичен ему.

## Терминология
Сами арабы могут использовать для обозначения этого понятия одно из двух слов — «ка́умия» («араб. قومية‎», происходит от слова, означающего «племя» и относится скорее к «национализму крови») и «ватания» («араб. وطنية‎», происходит от слова «родина» и относится скорее к «национализму почвы»). Если речь идёт о панарабизме, то обычно употребляется первое понятие, если же о региональном патриотизме — то второе. Также для обозначения народа используется кораническое слово «шааб» (араб. الشعب‎; Коран 49:13; ср. шуубия). Поэтому высший представительный орган в арабских странах (маджлис, араб. المجلس‎ — «совет») может именоваться либо как «национальный» (араб. الوطني‎ «аль-ватаний»), либо как «народный» (араб. الشعبي‎ «аш-шаабий»).

## История
Возникновение арабского национализма совпало по времени с кризисом Османской империи, подданными которой являлись арабы, и повсеместным распространением национализма на Западе и по всему миру.
В первые десятилетия XX века максимум, на что претендовали арабские националисты — это ограниченные арабские автономии в составе Османской империи. Также они требовали более широкого использования арабского языка в образовании и прохождения в мирное время арабскими призывниками воинской службы по месту призыва.
В 1909 году в Париже было создано Младоарабское общество (Аль-Фатат). 
В июне 1913 г. по инициативе «Младоарабского общества» в Париже собрался конгресс арабских организаций, который поручил руководству «Младоарабского общества» вступить в переговоры с османским правительством о предоставлении автономии арабским вилайетам Османской империи. Центр «Младоарабского общества» был перенесен сначала в Бейрут, а затем в Дамаск.
Было организовано направление телеграмм и писем с просьбой осуществить план автономии в арабских вилайетах империи. Но младотурецкое правительство ответило на просьбу арабов многочисленными арестами и закрытием оппозиционных газет и журналов в арабских вилайетах. 
Наиболее сильными были позиции арабских националистов в Сирии, где они выступали за создание Великой Сирии, объединяющей земли Сирии, Ливана, Иордании и Палестины.
После начала Первой мировой войны преследование правительством младотурков тайных арабских националистических обществ в Дамаске и Бейруте, казни арабских националистов в 1915 и 1916 годах только укрепили их позиции в арабской среде. В 1916 году при поддержке британцев в Аравии началось Арабское восстание. 
В 1918 году Османская империя потерпела поражение в войне. Однако попытка лидера Арабского восстания Фейсала I создать единое арабское государство  успехом не увенчалась. Отчасти этому способствовали родо-племенные пережитки, экономическая отсталость и религиозные противоречия, но прежде всего прямая интервенция колониальных держав: тайное соглашение Сайкса — Пико, заключённое между Францией и Великобританией в 1916 году предполагало, что Великобритания получала территорию, соответствующую современным Иордании и Ираку, а также районы вокруг городов Хайфа и Акко, а Франция получала  северный Ирак, Сирию и Ливан. Арабский национализм был призван преодолеть эти проблемы.
Во внешней политике арабский национализм исходил из позиций антиимпериализма и панарабизма. Во внутренней — из арабского социализма (араб. لاشتراكية‎: иштиракия): вестернизация (нахда), республиканизм (араб. جمهورية‎: джумхурия) и революции (араб. ثورة‎: «таурат»). Арабский национализм дистанцировался от идеи коммунизма (араб. شيوعية‎: «шьюи»).
С самого начала националистическое движение в арабском мире носило подчеркнуто светский, секуляристский характер. Это было во многом связано с тем, что эту идеологию разрабатывали преимущественно арабы-христиане, которые были особенно подвержены влиянию европейских идей секулярного национализма. Видными теоретиками арабского национализма были Амин Рейхани, Константин Зурейк, Заки аль-Арсузи, Мишель Афляк и Сати аль-Хурси. Они подчёркивали общность происхождения арабов, общность арабской культуры и истории, вне зависимости от религии и при обязательном противопоставлении арабов другим народам. 
Арабский национализм достиг пика своей популярности во время правления Гамаля Абделя Насера в Египте, который построил Асуанскую плотину и попытался сплотить арабские страны в борьбе против Израиля. Символом арабского национализма в те годы стал орёл Саладина.
В 1958 году Египет и Сирия создали Объединенную Арабскую Республику. Были также попытки включить в неё Ирак и Северный Йемен. В 1972 году ливийский лидер Муаммар Каддафи пытался объединить Ливию, Египет и Сирию в Федерацию арабских республик. В 1974 году Каддафи уже с Хабибом Бургибой, президентом Туниса, попытался объединить Ливию и Тунис. Однако ни один из этих проектов не просуществовал и нескольких лет. 
Сильнейший удар по арабскому национализму нанесло поражение арабов в Шестидневной войне 1967 года, и последовавшая вскоре за ним смерть Насера; кроме того, к тому времени колониальная система уже практически полностью распалась, и антиколониальный аспект арабского национализма стал куда менее актуален. Свою роль в ослаблении арабского национализма сыграл и рост национального самосознания у курдов и других национальных меньшинств в арабском мире. Помимо этого, всё более усиливающийся политический ислам выступает резко против проявлений «кавмии».

## Антиамериканизм
Согласно исследованиям Принстонского университета, анализ арабоязычных твитов за 2012—2013 гг. обнаружил сильнейшие антиамериканские настроения в арабоязычной части интернета, причём основной их причиной является вмешательство США во внутренние дела арабских государств, а не какие-то особенности американской культуры или внутренней политики. Антиамериканские настроения наблюдались даже в подавляющем большинстве (97 %) твитов о ситуации в Сирии, несмотря на то, что США выступают против режима Башара Асада, как и авторы немалой части этих твитов. Ещё более сильное отторжение у арабов вызывает политика Ирана на Ближнем Востоке, несмотря на то, что Иран географически и культурно куда ближе к арабскому миру, чем США.

## Основные деятели
- Гамаль Абдель Насер
- Муаммар Каддафи
- Хафез Асад
- Саддам Хусейн
- Ясир Арафат
- Мишель Афляк
- Жорж Хабаш